# Comuna Komariv, Halîci
Komariv (în ucraineană Комарів) este o comună în raionul Halîci, regiunea Ivano-Frankivsk, Ucraina, formată din satele Komariv (reședința) și Sokil.

## Demografie
Componența lingvistică a comunei Komariv
     Ucraineană (99,89%)
     Alte limbi (0,11%)
Conform recensământului din 2001, majoritatea populației comunei Komariv era vorbitoare de ucraineană (99,89%), existând în minoritate și vorbitori de alte limbi.